# Monomorium esharre
Monomorium esharre är en myrart som beskrevs av Bolton 1987. Monomorium esharre ingår i släktet Monomorium och familjen myror. Inga underarter finns listade i Catalogue of Life.